# 전우주최우수웹사이트
전우주최우수웹사이트(The Best Page in the Universe)는 스스로를 해적이라 부르는 미국 솔트레이크 시의 작가 Maddox(본명은 영어: George Ouzounian)의 개인 풍자 유머 웹사이트이다. Maddox는 자기가 가장 싫어하는 것 50개에 대한 목록을 만들어 EFnet의 채팅방 #coders 에 뿌렸는데 반응이 좋자, 1997년 웹사이트를 개설하였다.